# Hornobranský rybník
Hornobranský rybník (též Hornobránský nebo Velký Hornobranský rybník) je rybník v Českém Krumlově. Nachází se ve čtvrti Horní Brána mezi Křížovou, Kaplickou a Polskou ulicí v těsné blízkosti městského úřadu v nadmořské výšce 525 m.

## Popis
Hornobranský rybník má plochu 1,08 ha. Je posledním rybníkem z řady rybniční soustavy 6 rybníků (bez Hornobranského jde o tzv. Drahoslavickou kaskádu). Jeho poloha tak nepříznivě ovlivňuje kvalitu vody.
Nádrž je spolu s rybníkem Sebevrah součástí rybářského mimopstruhového revíru VLTAVA 26 B spadající pod MO Český Krumlov Jihočeského územního svazu Českého rybářského svazu. V nádrži je zákaz vnadění a lovu s krmítkem.

## Projekt revitalizace
V roce 2014 město zpracovalo projekt Rekreační zóna Hornobránský rybník, jenž měl přispět ke zlepšení kvality vody a umožnit využívání lokality k rekreaci, včetně možnosti venkovního koupání, jejíž absence byla častým námětem připomínek obyvatel města. Na financování projektu v hodnotě přes 5 miliónů korun se podílelo jak samotné město tak Lesy města Český Krumlov s.r.o.
S nesouhlasem obyvatel se setkalo pokácení devatenácti topolů, které však byly údajně ve špatném zdravotním stavu a za které město náhradou naplánovalo postupně vysázet 38 stromů nových.
Projekt Krumlov sobě počítá u parkoviště v letních měsících s umístěním chemické toalety pro návštěvníky, protože nově vybudovaná WC v budově městského úřadu jsou v nevyhovující vzdálenosti od areálu. V aktualizovaném rozpočtu na rok 2018 se počítá s dovybavením této rekreační zóny.

## Zajímavosti
Název nádrže se vyskytuje v názvu spolku Sdružení občanů Hornobranský rybník, fungujícího od roku 1999.

## Další fotografie

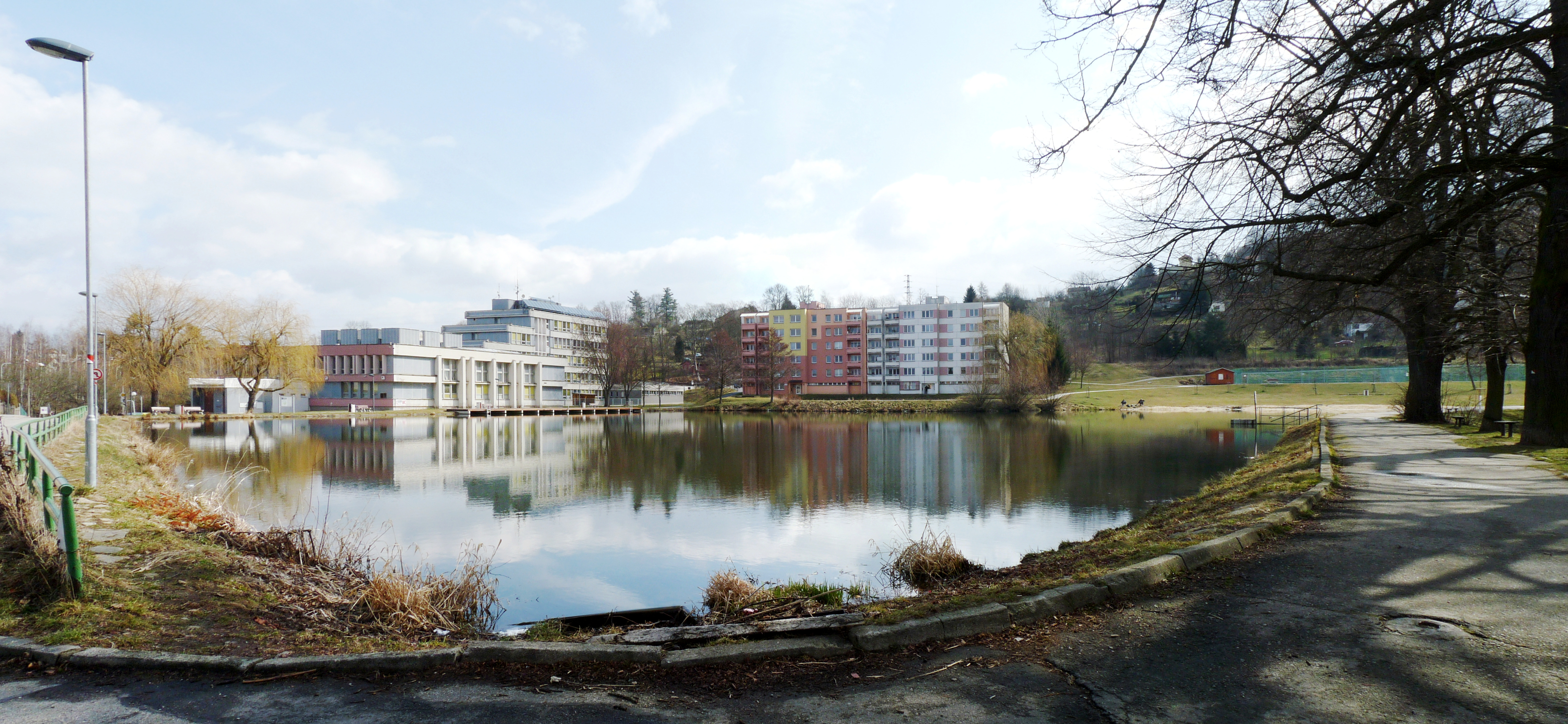
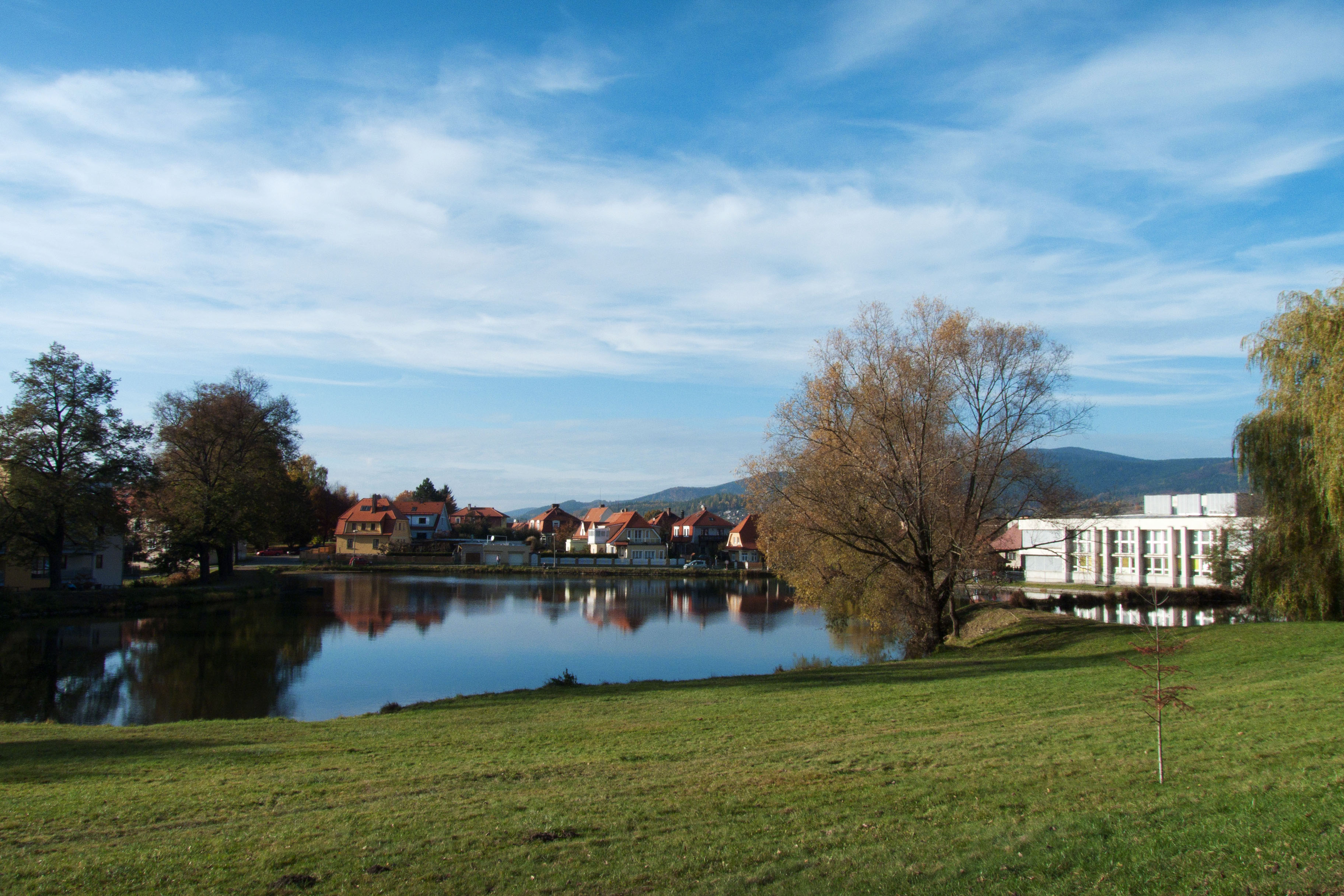